# もうれつバット君
『もうれつバット君』（もうれつバットくん、原題：Batfink）とは、アメリカのテレビアニメ。元は1966年の放送、日本では1973年頃に東京12チャンネル（現：テレビ東京）の『まんがキッドボックス』、日本テレビの『おはよう!こどもショー』で放送された。

## あらすじ
もうれつバット君はコウモリのスーパーヒーロー。彼のパートナーのカラテと共に、犯罪と戦う。

## キャラクター
もうれつバット君　(Batfink)
- 声：フランク・バックストン / 吹き替え：近石真介
- コウモリのサイボーグスーパーヒーロー。口からの超音波や羽が武器で、特に後者は楯として使用する時に「○○なんてヘッチャラさ。僕の羽は鉄の楯と同じだよ」と毎回言うのが定番。欠点は電気や上空から攻撃。

カラテ　(Karate)
- 吹き替え：西尾徳
- もうれつバット君のサイドキック。主にバット君を運ぶための自動車の運転を行うが、戦闘では空手を多用してバット君を助ける。

チーフ　(Chief)
- 声：レン・マクスウェル

メイヤー　(Mayor)
- 声：レン・マクスウェル

ユーゴ・ア・ゴー・ゴー　(Hugo-A-Go-Go)
- 声：フランク・バックストン
- バット君の宿敵であるマッドサイエンティスト。

## 外部サイト
- Hal Seeger - IMDb（英語）
- もうれつバット君 - IMDb（英語）